# Moros i Cristians de Biar
Les festes de Moros i Cristians de Biar (o Festes de Maig), al municipi valencià de Biar (Alt Vinalopó) són les festes en honor de la patrona de la vila: la Mare de Déu de Gràcia. Se celebren del 10 al 13 de maig i rememoren les lluites entre almohades i les tropes del rei Jaume I el Conqueridor en 1245, que amb la conquesta de Biar per a la Corona d'Aragó va marcar l'antiga frontera entre el Regne de Castella i el d'Aragó.
Els actes més importants d'aquesta festa són les entrades de les comparses mores i cristianes, la baixada nocturna del Santuari de la Mare de Déu de Gràcia entre fogueres que ofereixen un espectacle singular, "les mogudes" (desfilades que es fan diàriament pels carrers a migdia) o el "Ball dels Espies" en el qual participa tot el poble.

## El Ball dels Espies
Es tracta d'una dansa ancestral on els dansadors van vestits de manera peculiar, amb robes antigues. És una dansa de moviments senzills. Les parelles ballen enfrontades fent passets al ritme de la música. Quan la música para, els balladors resten immòbils uns quants segons i acaben normalment abraçats. A més, els balladors aprofiten aquestes pauses de la música per a avançar un poc cap avant.
La música la interpreten bandes de música, la qual cosa brinda una gran sonoritat. Això no obstant, antigament es feia amb xaramita i tabal. La música és de caràcter popular i presenta similituds amb altres que s'utilitzen o s'utilitzaven en localitats com Tibi, Alcoi, Bocairent, Agullent, Atzeneta d'Albaida, Peníscola o Benassal. Es creu que l'origen és del segle xviii i correspon a la dansa de Gitanos del Ball de Torrent.
Al darrere de la comitiva va la Mahoma, una gran esfinx sobre un carro, acompanyada de la mare de la Mahoma, el versador i l'apuntador o consumeta, i darrere de la Mahoma un espia s'encarrega d'estirar les cordes que fan que la Mahoma moga els braços i el cap. El versador recita versets satírics relacionats amb algun veí o fet ocorregut.

## Comparses[calcitació]
Moros
- Moros Vells
- Moros Nous
- Moros Tariks

Cristians
- Els Blanquets (Templaris).
- Estudiants
- Els Blavets
- Maseros